# Łyplany
Łyplany (ukr. Липляни) – wieś na Ukrainie, w obwodzie żytomierskim, w rejonie korosteńskim, w hromadzie Czopowyczi. W 2001 roku liczyła 269 mieszkańców.